# Juli Andrejewitsch Fait
Juli Andrejewitsch Fait (russisch Юлий Андреевич Файт; * 27. März 1937 in Moskau; † 4. Juli 2022 ebenda) war ein sowjetischer bzw. russischer Filmregisseur.

## Biografie

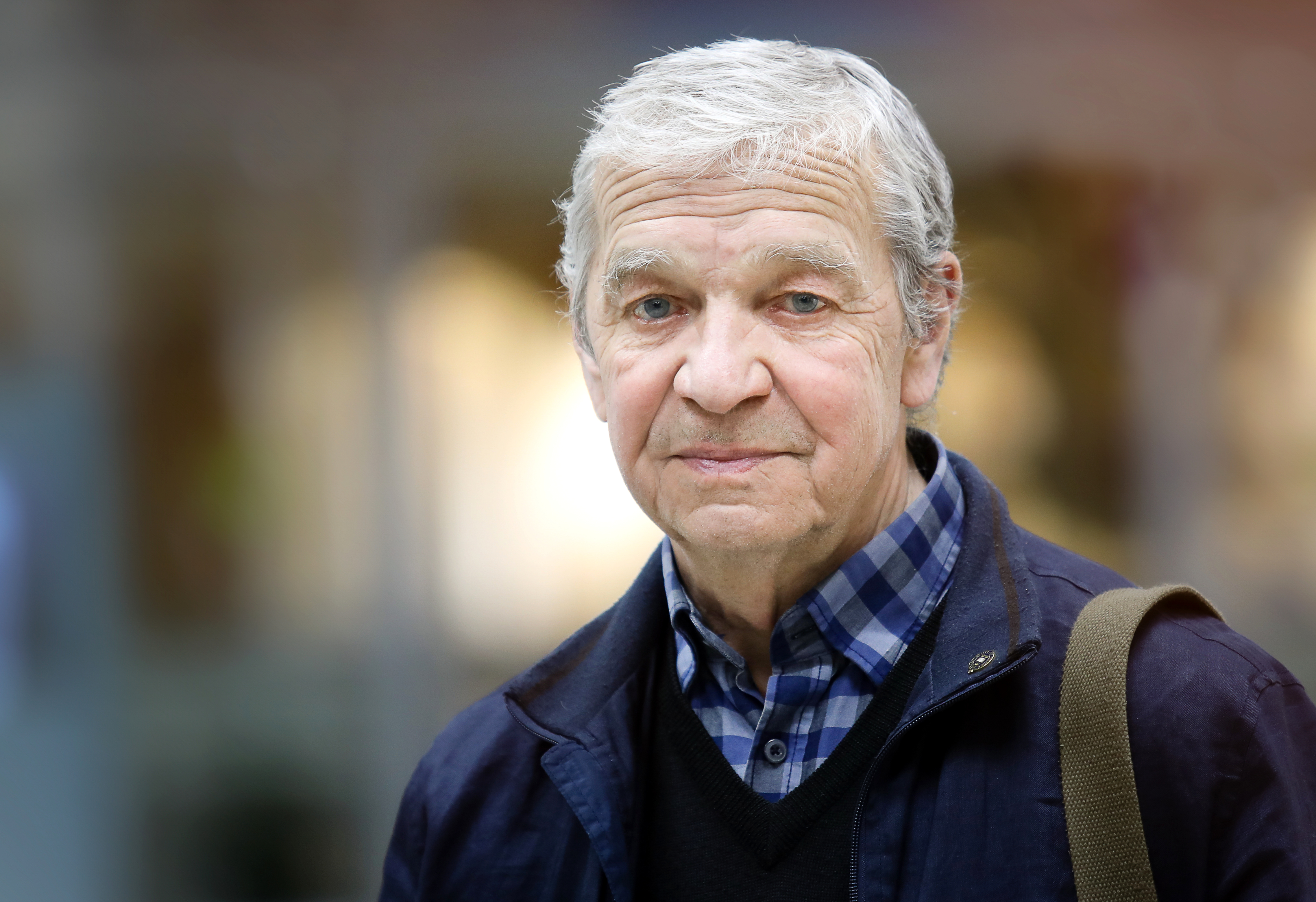
Juli Fait (2018)

Juli Fait war der Sohn des bekannten Schauspielers Andrei Fait und dessen zweiter Ehefrau Marija Nikolajewna Briling. Er ließ sich bis 1960 unter Michail Romm am Staatlichen All-Unions-Institut für Kinematographie als Regisseur ausbilden. 1957 war Fait als Darsteller in dem Kurzfilm Убийцы (Ubizy), der beim Filminstitut entstand, zu sehen. Sein Debüt als Filmemacher stellte der Kinderkurzfilm Трамвай в другие города (Tramway w drugije goroda) dar, der von Mosfilm produziert und am Silvestertag 1962 uraufgeführt wurde. Danach war er jahrelang für Lenfilm tätig. 1976 trat Fait in Die traurige Nixe zum zweiten und auch letzten Mal als Filmschauspieler auf; das Werk ist zugleich der letzte Film seines Vaters.
Ab 1978 entstanden unter seiner Leitung acht Teile der Reihe Ералаш (Jeralasch), die vom Gorki-Studio produziert wurde. Die Drehbücher zweier Folgen stammen ebenfalls von ihm. Insbesondere mit diesem Projekt wurde er auch noch Jahre später in Verbindung gebracht. Neben Spielfilmen drehte Fait v. a. Dokumentationen und war auch selbst in solchen zu sehen. Anfang der 1980er Jahre inszenierte er außerdem am Puppentheater von Wladimir zwei Stücke.
Anlässlich seines 80. Geburtstages wurde das Archivfilmfestival Белые Столбы (Belyje Stolby) im März 2017 mit seinem Werk Мальчик и девочка (Maltschik i dewotschka) eröffnet, das seit 1966 unveröffentlicht geblieben war.
Fait starb 85-jährig und wurde auf dem Friedhof Aksinskoje im Oblast Moskau beigesetzt.

## Filmografie (Auswahl)
- 1962: Трамвай в другие города (Tramway w drugije goroda) – Regie
- 1966/2017: Мальчик и девочка (Maltschik i dewotschka) – Regie
- 1976: Die traurige Nixe (Russalotschka) – Darsteller
- 1978–2004: Ералаш (Jeralasch) (TV-Reihe, acht Folgen) – Regie, zweimal Drehbuch
- 1980: Grenzhund Ali (Pogranitschnyje pjos Aly) – Regie
- 2007: Больше, чем любовь - Юрий Визбор и Ада Якушева (Bolsche, tschem ljubow – Juri Wisbor i Ada Jakuschewa) (Dokumentarfilm) – Regie